# Enrique Santos Montejo
Enrique Santos Montejo (Bogotá, 15 de julio de 1886-Bogotá, 28 de septiembre de 1971). Periodista colombiano, apodado "Calibán".

## Comienzos
Miembro de la familia Santos, que a partir de su generación se convirtió en una de las más influyentes en la política y el periodismo colombiano. Uno de sus hermanos fue Eduardo Santos, quien llegó a ser Presidente de Colombia. Formado como erudito en literatura, vivió en el barrio La Candelaria, centro de Bogotá y Caracas, dedicado a la actividad cultural. Luego viajó a Tunja para ejercer como comerciante. Respecto a su decisión de convertirse en mercader, el propio Santos Montejo comentó en una columna autobiográfica:

Y así llegué a Tunja, no de literato, sino de mercachifle. Pronto me convertí en líder de la juventud. Llevaba el prestigio de haber viajado, de ser bogotano y de llevar una carga de erudición barata y de libros de cuya existencia no se tenía allí noticia.
El artículo diario y fugaz fue mi camino. Enrique Santos Montejo "Calibán", 1966. (Publicado en 1986 con motivo de su centenario)

En 1909, luego de alinearse con el sector más progresista del Partido Liberal, fundó el periódico La Linterna, desde el cual realizó un fuerte activismo en favor del liberalismo, en una de las ciudades más conservadoras del país. Fue excomulgado y se convirtió en un joven referente del periodismo político de la época, hasta que dio por terminada La Linterna en 1919.

## Carrera como periodista y político
Ese mismo año regresó a Bogotá, invitado por su hermano Eduardo, propietario del diario El Tiempo, al que se vinculó desde entonces como traductor y reportero inicialmente, llegando a ser su jefe de redacción y su codirector entre 1925 y 1937. Entre 1919 y 1923, y desde 1932, se hizo cargo de la columna "Danza de las Horas" que anteriormente había sido escrita por varios de sus hermanos, y que se convirtió a lo largo de casi cuarenta años (hasta unos días antes de su fallecimiento) en una de las referencias más importantes del periodismo de opinión en Colombia, firmada bajo el seudónimo de Calibán. En 1940 fue galardonado con el Premio Maria Moors Cabot.
Cuando la dictadura del general Gustavo Rojas Pinilla, clausuró El Tiempo, Enrique Santos ejerció como director de Intermedio, el periódico que publicó la Casa Editorial El Tiempo en reemplazo del diario cerrado por régimen. Este periódico circuló del 21 de febrero de 1956 al 7 de junio de 1957.
A la par de su carrera periodística ejerció como Senador entre 1939 y 1943 y como Embajador en Chile en 1949.

## Legado
Buena parte de los descendientes de Calibán se han dedicado al periodismo. Sus hijos Hernando Santos Castillo y Enrique Santos Castillo heredaron la propiedad del diario El Tiempo, debido a la falta de descendencia directa del expresidente Eduardo Santos. Entre sus nietos se cuentan el ex Vicepresidente de Colombia, Francisco Santos, y el ex Presidente de Colombia (2010 - 2018) Juan Manuel Santos.